# وزیر ارتش ایالات متحده آمریکا
وزیر نیروی زمینی (انگلیسی: United States Secretary of the Army) یک مقام ارشد غیرنظامی در وزارت دفاع ایالات متحده آمریکا است و مسئولیت کلیه امور قانونی نیروی زمینی ایالات متحده آمریکا از مدیریت پرسنل، تأسیسات و ادوات رزمی، تا نظارت بر مسائل زیست‌محیطی و نیز تأمین سیستم‌های تسلیحاتی و پشتیبانی تجهیزاتی و ارتباطاتی، همچنین مدیریت امور مالی ارتش را برعهده دارد.
معاون نیروی زمینی وزیر دفاع آمریکا توسط رئیس‌جمهور این کشور و با رأی‌اعتماد مجلس سنا، منصوب می‌شود. این معاون عضو کابینه نیست، و زیر نظر وزیر دفاع ایالات متحده فعالیت می‌کند. در سال ۱۹۴۷ وزارت جنگ ایالات متحده آمریکا به دو بخش بنام‌های واحد ارتش ایالات متحده و واحد نیروی هوایی ایالات متحده تفکیک گردید و اختیارات وزیر جنگ ایالات متحده نیز به ۲ بخش جدید، واگذار گردید، که بعدها هر دو بخش نیز به سطح وزارتخانه، ارتقاء پیدا کردند. از سپتامبر ۲۰۱۹، رایان مک‌کارتی به عنوان معاون نیروی زمینی وزیر دفاع، فعالیت می‌کند.